# Сергей Соловьов
 Тази статия е за руския историк.  За спортиста вижте Сергей Соловьов (спортист).  
Сергей Михайлович Соловьов (на руски: Серге́й Миха́йлович Соловьё́в) (17 май 1820 - 16 октомври 1879) е един от най-големите руски историци, автор на 29-томната История на Русия от най-древни времена (1851-1879). Баща на руския философ Владимир Соловьов и на руския писател Всеволод Соловьов. За известно време е възпитател на бъдещия руски император Александър III.

## Биография
Сергей Соловьов е роден на 5 май 1820 г. в гр. Москва, Русия, в семейството на протойерей Михаил Василиевич Соловьов. Завършва Философския факултет на Московския университет през 1842 г., след което две години живее и учи в Берлин, Хайделберг, Париж и Прага, където се среща с Палацки и Шафарик. Професор по история (1847-1879), декан на Историко-философския факултет (1856-1869) и ректор на Московския университет (1871-1877). Умира на 4 октомври 1879 г. в Москва.
В разбиранията си за историята е силно повлиян от философията на Хегел.